# Chuyện ông Mờ
Chuyện ông Mờ (tên tiếng Anh: Boatman) là bộ phim ngắn thể loại tài liệu sản xuất năm 2006 của Việt Nam do Lương Đình Dũng biên kịch và đạo diễn kể về ông Mờ, mọt một người lái đò bị mù thường đưa khách qua sông Cà Lồ địa phận huyện Đông Anh - Hà Nội.

## Nhân vật
Bộ phim kể về cuộc sống và hành trình 20 năm cần mẫn lái đò trên sông sông Cà Lồ khúc qua xã Xuân Nộn (nay là xã Thư Lâm, Hà Nội) của ông Mờ, người bị mù từ nhỏ do di chứng bệnh sởi. Con đò được nhân dân trong vùng gom góp tiền mua tặng ông.

## Sản xuất
Sau khi đọc châu chuyện về ông Mờ trên báo An ninh Thế giới, Lương Đình Dũng đã dự định làm một bộ phim dài 120 phút về ông. Phim do Hãng phim Tứ Vân Media của sản xuất Lương Đình Dũng với kinh phí 17 triệu đồng.
Trong một cảnh quay chiếc đò đưa khách sang sông, con đò bị quá tải đã suýt chìm khiến các diễn viên quần chúng hoảng loạn.

## Phát hành
Tháng 8 năm 2006, khi trong gian đoạn vừa sản xuất vừa hậu kỳ, Lương Đình Dũng nhận được thư mời đưa bộ phim tham dự Liên hoan phim quốc tế Tokyo lần 29, bộ phim được gửi đi vào cuối tháng 9.
Năm 2007, vượt qua 3.490 bộ phim ngắn đến từ 55 nước tham dự, Chuyện ông Mờ đã giành được giải Phim xuất sắc của Liên hoan phim quốc tế Tokyo (TVF) lần 29. Đây là kỳ tổ chức có số lượng phim tham dự lớn nhất kể từ khi Liên hoan phim này được tổ chức lần đầu tiên vào năm 1978.

## Giải thưởng
| Năm  | Giải thưởng                                 | Kết quả       | Chú thích   |
| ---- | ------------------------------------------- | ------------- | ----------- |
| 2007 | Liên hoan phim Video Tokyo (TVF) lần thứ 29 | Giải xuất sắc | [ 5 ] [ 9 ] |
| 2006 | Giải Cánh diều dành cho phim ngắn           | Bằng khen     | [ 7 ]       |